# 장태은 (체조 선수)
장태은(1964년 1월 26일~)는 대한민국의 기계 체조 선수로, 1984년 하계 올림픽에 참가했다.